# Idowu Otubusen
Idowu Otobusen (ur. 17 marca 1945) – nigeryjski piłkarz grający na pozycji obrońcy. W swojej karierze grał w reprezentacji Nigerii.

## Kariera klubowa
W swojej karierze piłkarskiej Otobusen grał w klubie Shooting Stars FC.

## Kariera reprezentacyjna
W 1976 roku Otobusen został powołany do reprezentacji Nigerii na Puchar Narodów Afryki 1976. Zagrał w nim w trzech meczach grupowych: z Sudanem (1:0) i z Marokiem (1:3). Z Nigerią zajął 3. miejsce w tym turnieju.